# Copa de China de fútbol
La Copa FA de China (en chino: 中國足協杯) es la copa nacional y torneo de eliminación directa más importante de la República Popular China, el cual es organizado por la Asociación de Fútbol de China.
El equipo campeón obtiene la clasificación a la Liga de Campeones de Asia y a la Supercopa de China.

## Palmarés
| Temporada | Campeón                 | Resultado         | Finalista                  |
| --------- | ----------------------- | ----------------- | -------------------------- |
| 1995      | Shandong Luneng Taishan | 2 - 0             | Shanghái Shenhua           |
| 1996      | Beijing Guoan           | 4 - 1             | Shandong Luneng Taishan    |
| 1997      | Beijing Guoan           | 2 - 1             | Shanghái Shenhua           |
| 1998      | Shanghái Shenhua        | 2 - 1, 2 - 1      | Liaoning Fushun            |
| 1999      | Shandong Luneng Taishan | 1 - 1, 3 - 2      | Dalian Wanda               |
| 2000      | Chongqing Lifan         | 0 - 1, 4 - 1      | Beijing Guoan              |
| 2001      | Dalian Shide            | 1 - 0, 2 - 1      | Beijing Guoan              |
| 2002      | Qingdao Jonoon          | 3 - 1, 0 - 2 (gv) | Liaoning Bird              |
| 2003      | Beijing Guoan           | 3 - 0             | Dalian Shide               |
| 2004      | Shandong Luneng Taishan | 2 - 1             | Sichuan Guancheng          |
| 2005      | Dalian Shide            | 1 - 0             | Shandong Luneng Taishan    |
| 2006      | Shandong Luneng Taishan | 2 - 0             | Dalian Shide               |
| 2007-2010 | Copa no disputada       | Copa no disputada | Copa no disputada          |
| 2011      | Tianjin Teda            | 2 - 1             | Shandong Luneng Taishan    |
| 2012      | Guangzhou Evergrande    | 1 - 1, 4 - 2      | Guizhou Renhe              |
| 2013      | Guizhou Renhe           | 2 - 0, 1 - 2      | Guangzhou Evergrande       |
| 2014      | Shandong Luneng Taishan | 4 - 2, 1 - 2      | Jiangsu Sainty             |
| 2015      | Jiangsu Sainty          | 0 - 0, 1 - 0      | Shanghái Greenland Shenhua |
| 2016      | Guangzhou Evergrande    | 1 - 1, 2 - 2 (gv) | Jiangsu Suning             |
| 2017      | Shanghái Shenhua        | 1 - 0, 3 - 2 (gv) | Shanghái SIPG              |
| 2018      | Beijing Sinobo Guoan    | 1 - 1, 2 - 2 (gv) | Shandong Luneng Taishan    |
| 2019      | Shanghái Shenhua        | 0 - 1, 3 - 0      | Shandong Luneng Taishan    |
| 2020      | Shandong Luneng Taishan | 2 – 0             | Jiangsu Suning             |
| 2021      | Shandong Taishan        | 1 – 0             | Shanghai Port              |
| 2022      | Shandong Taishan        | 2 – 1             | Zhejiang Professional      |
| 2023      | Shanghai Shenhua        | 1 – 0             | Shandong Taishan           |
| 2024      | Shanghai Port           | 3 – 1             | Shandong Taishan           |

## Títulos por club
| Club                       | Campeón | Años campeón                                   | Subcampeón | Años subcampeón                          |
| -------------------------- | ------- | ---------------------------------------------- | ---------- | ---------------------------------------- |
| Shandong Luneng Taishan FC | 8       | 1995, 1999, 2004, 2006, 2014, 2020, 2021, 2022 | 7          | 1996, 2005, 2011, 2018, 2019, 2023, 2024 |
| Beijing Guoan FC           | 4       | 1996, 1997, 2003, 2018                         | 2          | 2000, 2001                               |
| Shanghai Shenhua FC        | 4       | 1998, 2017, 2019, 2023                         | 3          | 1995, 1997, 2015                         |
| Dalian Shide FC †          | 2       | 2001, 2005                                     | 3          | 1999, 2003, 2006                         |
| Guangzhou Evergrande FC    | 2       | 2012, 2016                                     | 1          | 2013                                     |
| Jiangsu Suning FC          | 1       | 2015                                           | 3          | 2014, 2016, 2020                         |
| Shanghái Port (SIPG)       | 1       | 2024                                           | 2          | 2017, 2021                               |
| Beijing Renhe FC           | 1       | 2013                                           | 1          | 2012                                     |
| Chongqing Lifan FC         | 1       | 2000                                           | -          | ---                                      |
| Qingdao Jonoon FC          | 1       | 2002                                           | -          | ---                                      |
| Tianjin Teda FC            | 1       | 2011                                           | -          | ---                                      |
| Liaoning FC                | -       | ---                                            | 2          | 1998, 2002                               |
| Sichuan Guancheng FC †     | -       | ---                                            | 1          | 2004                                     |
| Zhejiang Professional      | -       | ---                                            | 1          | 2022                                     |

- † Equipo desaparecido.

## Goleadores
| Año  | Goleador                             | Club                                      | Goles |
| ---- | ------------------------------------ | ----------------------------------------- | ----- |
| 1995 | Tang Xiaocheng                       | Jinan Taishan                             | 6     |
| 1996 | Hu Yunfeng                           | Bayi                                      | 5     |
| 1996 | Li Bing                              | Guangdong Hongyuan                        | 5     |
| 1996 | Song Yuming                          | Jinan Taishan                             | 5     |
| 1997 | Andrés Olivas                        | Beijing Guoan                             | 4     |
| 1997 | Casiano Delvalle                     | Beijing Guoan                             | 4     |
| 1997 | Nan Fang                             | Beijing Guoan                             | 4     |
| 1997 | Riffi Haddaoui                       | Guangzhou Apollo                          | 4     |
| 1998 | Wang Tao                             | Dalian Wanda                              | 7     |
| 1998 | Zhang Yuning                         | Liaoning FC                               | 7     |
| 1999 | Mark Williams                        | Chongqing Huandao                         | 6     |
| 2000 | Milen Georgiev                       | Chongqing Longxin                         | 7     |
| 2001 | Orlando                              | Dalian Shide                              | 7     |
| 2002 | John Jairo Tréllez                   | Zhejiang Greentown                        | 4     |
| 2002 | Li Jinyu                             | Liaoning FC                               | 4     |
| 2002 | Marcos                               | Shenzhen Ping'an                          | 4     |
| 2003 | Serhiy Nahornyak                     | Shandong Luneng                           | 5     |
| 2004 | Daniel Nannskog                      | Sichuan Guancheng                         | 9     |
| 2005 | Zou Jie                              | Dalian Shide                              | 7     |
| 2006 | Han Peng                             | Shandong Luneng                           | 5     |
| 2011 | Muriqui                              | Guangzhou Evergrande                      | 4     |
| 2012 | Rafa Jordà                           | Guizhou Renhe                             | 6     |
| 2013 | Peter Utaka                          | Beijing Guoan                             | 4     |
| 2014 | Xiao Zhi                             | Henan Jianye                              | 5     |
| 2015 | Demba Ba                             | Shanghái Greenland Shenhua                | 6     |
| 2016 | Obafemi Martins                      | Shanghái Greenland Shenhua                | 6     |
| 2016 | Alex Teixeira                        | Jiangsu Suning                            | 6     |
| 2016 | Eran Zahavi                          | Guangzhou R&F                             | 6     |
| 2017 | Obafemi Martins                      | Shanghái Greenland Shenhua                | 6     |
| 2018 | Jonathan Viera                       | Beijing Sinobo Guoan                      | 5     |
| 2019 | Wang Feike                           | Hebei Aoli Jingying                       | 5     |
| 2020 | Róger Guedes                         | Shandong Luneng                           | 6     |
| 2021 | Pedro Delgado Oscar Maritu           | Shandong Taishan Cangzhou Mighty Lions    | 4     |
| 2022 | Chisom Egbuchulam                    | Meizhou Hakka                             | 5     |
| 2023 | Xiang Yuwang Cryzan Queiroz Barcelos | Chongqing Tongliang Long Shandong Taishan | 5     |

## Entrenadores campeones
| Temporada | Nacionalidad técnico | Técnico campeón     | Club campeón            |
| --------- | -------------------- | ------------------- | ----------------------- |
| 1995      | China                | Yin Tiesheng        | Shandong Luneng Taishan |
| 1996      | China                | Jin Zhiyang         | Beijing Guoan           |
| 1997      | China                | Jin Zhiyang         | Beijing Guoan           |
| 1998      | Brasil               | Muricy Ramalho      | Shanghái Shenhua        |
| 1999      | Yugoslavia           | Slobodan Santrač    | Shandong Luneng Taishan |
| 2000      | Corea del Sur        | Lee Jang-soo        | Chongqing Lifan         |
| 2001      | Yugoslavia           | Milorad Kosanović   | Dalian Shide            |
| 2002      | Corea del Sur        | Lee Jang-soo        | Qingdao Jonoon          |
| 2003      | Serbia               | Ljupko Petrović     | Beijing Guoan           |
| 2004      | Serbia               | Ljubiša Tumbaković  | Shandong Luneng Taishan |
| 2005      | Serbia               | Vladimir Petrović   | Dalian Shide            |
| 2006      | Serbia               | Ljubiša Tumbaković  | Shandong Luneng Taishan |
| 2007-2010 | Copa no disputada    | Copa no disputada   | Copa no disputada       |
| 2011      | Países Bajos         | Arie Haan           | Tianjin Teda            |
| 2012      | Italia               | Marcello Lippi      | Guangzhou Evergrande    |
| 2013      | China                | Gong Lei            | Guizhou Renhe           |
| 2014      | Brasil               | Cuca                | Shandong Luneng Taishan |
| 2015      | Rumania              | Dan Petrescu        | Jiangsu Sainty          |
| 2016      | Brasil               | Luiz Felipe Scolari | Guangzhou Evergrande    |
| 2017      | China                | Wu Jingui           | Shanghái Shenhua        |
| 2018      | Alemania             | Roger Schmidt       | Beijing Sinobo Guoan    |
| 2019      | Corea del Sur        | Choi Kang-hee       | Shanghái Shenhua        |
| 2020      | China                | Hao Wei             | Shandong Taishan        |
| 2021      | China                | Hao Wei             | Shandong Taishan        |
| 2022      | China                | Hao Wei             | Shandong Taishan        |
| 2023      | China                | Wu Jingui           | Shanghái Shenhua        |
| 2024      | Australia            | Kevin Muscat        | Shanghái Port           |